# Crypturellus bartletti
Il tinamo di Bartlett (Crypturellus bartletti (P.L.Sclater & Salvin, 1873))  è un uccello  della famiglia Tinamidae.

## Descrizione
Lunghezza: 25–28 cm.

## Distribuzione
L'areale della specie si estende in Ecuador, Perù, Bolivia e Brasile occidentale.